# Ніколаєнко Леонід Миколайович
Леонід Миколайович Ніколаєнко (нар. 11 травня 1957, Миколаїв, СРСР) — радянський та український футболіст, захисник, пізніше — тренер.
Працював у федерації футболу Миколаївської області. Інспектував матчі чемпіонату області.
Нині перебуває на пенсії та викладає фізкультуру у Київській загальноосвітній школі І-ІІІ ступенів №62. 

## Кар'єра гравця
Футболом почав займатися в 10-річному віці у ДЮСШ міста Миколаєва. Перший тренер - С.В. Байда. Викликався до юнацької збірної УРСР. Після завершення навчання тренер рекомендував Леоніда в «дубль» ворошиловградської «Зорі». У 1976 році був призваний на військову службу, яку проходив в одеському СКА. Через півтора року під час першості Збройних Сил був помічений тренером московського ЦСКА Всеволодом Бобровим і запрошений в столичну команду. У 19 років дебютував у вищій лізі чемпіонату СРСР в грі з «Араратом».
Коли армійську команду очолив Базилевич, Ніколаєнко втратив місце в складі і перейшов у смоленську «Іскру». У 1985 році тренер Юрій Морозов повернув Ніколаєнка в ЦСКА. Московська команда, яка на той момент втратила місце у вищому дивізіоні, боролася за підвищення в класі. У перший сезон «армійці» посіли друге місце в турнірі, але в перехідному турнірі виявилися слабшими, ніж «Чорноморець» та «Нефтчі». З другої спроби, завоювавши малі золоті медалі чемпіонів СРСР, ЦСКА повернув собі місце у вищій лізі. Після досягнення поставленої мети керівництво клубу взяло курс на омолодження складу, й ветеран Ніколаєнко поїхав в Угорщину, де виступав за команду ПГВ. Після звільнення з військової служби, повернувся до рідного міста. В 1993 році виступав за другу команду миколаївського «Евіса», а також в аматорському клубі «Меркурій» (Первомайськ)
Єдиний матч за команду рідного міста зіграв 18 листопада 1994 року, в якій і завершив кар'єру футболіста.

## Кар'єра тренера
По завершенні кар'єри футболіста розпочав тренерську діяльність. З 1997 по 1999 році працював у тренерському штабі, а в 1998 році був виконувачем обов'язків головного тренера СК «Миколаїв». З 2000 по 2004 роки очолював клуб «Водник» (Миколаїв), після чого тренував аматорський клуб Агросвіт (Новопетрівка). Після чого працював інспектором федерації футболу Миколаївської області на матчах чемпіонату області.

## Досягнення

### Як гравця
ЦСКА (Москва)
- Перша ліга чемпіонату СРСР
  -  Чемпіон (1): 1986

### Як тренера
Водник (Миколаїв)
- Чемпіонат Миколаївської області
  -  Чемпіон (1): 2001, 2002

- Кубок Миколаївської області
  -  Володар (2): 2001, 2002

- Аматорський чемпіонат України
  -  Бронзовий призер (1): 2002

- Вихід у Другу лігу чемпіонату України: 2002

### Індивідуальні
- Титул Майстра спорту СРСР: 1978